# 渡部悦和
渡部 悦和（わたなべ よしかず、1955年（昭和30年）8月1日 - ）は、日本の元陸上自衛官。第36代東部方面総監。

## 人物・来歴
愛媛県出身。

### 略年譜
- 1978年（昭和53年）3月：東京大学工学部を卒業、一般幹部候補生（U）として入隊
（78幹候、防大22期相当。同期の東大卒生に、中川義章がいる。）
- 1989年（昭和64年）1月1日：3等陸佐に昇任、外務省出向
- 1991年（平成3年）～1993年（平成5年）：ドイツ連邦軍指揮幕僚大学校留学
- 1992年（平成4年）7月：2等陸佐に昇任
- 1997年（平成9年）1月：1等陸佐に昇任
- 1998年（平成10年）8月3日：陸上幕僚監部教育訓練部訓練課演習班長
- 2000年（平成12年）8月1日：第28普通科連隊長兼函館駐屯地司令
- 2002年（平成14年）3月22日：陸上幕僚監部人事部補任課長

在任間、イラク人道復興支援における佐藤正久先遣隊長らの人選を行った。
- 2003年（平成15年）
  - 7月1日：陸将補に昇任
  - 12月5日：第3師団副師団長兼千僧駐屯地司令。京都府丹波町で発生した鳥インフルエンザ事案に関し出動・指揮。
- 2005年（平成17年）7月28日：東部方面総監部幕僚副長
- 2006年（平成18年）8月4日：自衛隊東京地方協力本部長
- 2007年（平成19年）9月1日：防衛研究所副所長
- 2008年（平成20年）3月24日：陸上幕僚監部装備部長
- 2009年（平成21年）7月21日：陸将に昇任、第31代 第2師団長に就任
- 2010年（平成22年）7月26日：陸上幕僚副長
- 2011年（平成23年）8月5日：第36代 東部方面総監
- 2013年（平成25年）
  - 8月22日：退官
  - 12月21日：富士通システム統合研究所に再就職（研究所長）[1]
- 2015年（平成27年）6月：ハーバード大学アジアセンター・シニアフェロー

## 栄典
- 2012年（平成24年）3月14日： リージョン・オブ・メリット・オフィサー（将校級勲功勲章）[2]

## 著書
- 『米中戦争　そのとき日本は』 講談社現代新書、2016年
- 『中国人民解放軍の全貌　習近平　野望実現の切り札』 扶桑社新書、2018年
- 編著『ケーススタディで背筋が凍る日本の有事』 ワニブックスPLUS新書、2018年
- 『自衛隊は中国人民解放軍に敗北する！？　専守防衛が日本を滅ぼす』 扶桑社新書、2020年11月
- 『日本はすでに戦時下にある　すべての領域が戦場になる「全領域戦」のリアル』 ワニ・プラス、2022年2月
- 『宇宙安全保障　宇宙がもたらす恩恵と宇宙の軍事脅威増大の相克』 育鵬社、2024年6月

以下は共著
- 江崎道朗と『言ってはいけない！？国家論　いまこそ、トランプの暴走、習近平の野望に学べ！』 扶桑社、2019年
- 尾上定正・小野田治・矢野一樹と『台湾有事と日本の安全保障―日本と台湾は運命共同体だ』 ワニブックスPLUS新書、2020年2月
- 佐々木孝博と『現代戦争論―超「超限戦」』 ワニブックスPLUS新書、2020年7月
- 田村秀男と『経済と安全保障』 育鵬社、2022年1月
- 佐々木孝博・井上武と『ロシア・ウクライナ戦争と日本の防衛』 ワニブックスPLUS新書、2022年6月
- 佐々木孝博・井上武と『プーチンの「超限戦」―その全貌と失敗の本質』 ワニ・プラス、2022年12月。続編
- 下園壮太と『折れない心を育てる 自衛隊式メンタルトレーニング』 ワニ・プラス、2024年2月